# Wedemark
Wedemark est une commune du district de Hanovre, en Basse-Saxe, Allemagne.
Elle est située à 20 km du nord de Hanovre.

## Jumelage
Les premiers liens entre la ville française de Roye (en Picardie) et la ville allemande de Wedemark ont lieu en 1978, le jumelage sera officialisé en 1984.
- Roye (Somme) (France) depuis 1984

## Personnalités liées à la ville
- Fritz Sennheiser (1912-2010), fondateur de Sennheiser, mort à Wedemark.
- Roland Kather (né en 1949), général né à Bennemühlen.
- Harald Welzer (né en 1958), sociologue né à Bissendorf.